# Petit Albert
Petit Albert je grimorij čije se autorstvo pripisuje srednjovjekovnom teologu Albertu Velikom (1200. – 1280.), dok neki noviji istraživači kao autora navode zapravo, Albertusa Parvusa Luciusa. Iako je postojanje ovog magičnog priručnika više legendarno negoli stvarno, postoji jedna verzija izdana u 19. stoljeću koja sadržava prirodnu i kabalističku magiju.
Za razliku od Grand Alberta, ovaj priručnik magije sadržava ceremonijalnu crnu magiju. Rukopis se prvi put spominje 1702. godine pod imenom Le Petit Albert ou la paysan, a izdan je u Genevi 1704. te u Lyonu 1752. godine pod nazivom Secrets merveilleux de la magie naturelle et cabalistique du Petit Albert.
Knjiga je već početkom 18. stoljeća postala zloglasna u pariškoj regiji zbog svog otvoreno crnomagijskog sadržaja.

## U popularnoj kulturi
Ovu knjigu spominje Umberto Eco u uvodu svog znamenitog romana Ime ruže. Pored nje navodi i drugu knjigu čiji je tobožnji autor Albert Veliki, Grand Albert.